# Garynahine
Garynahine, auch Garrynahine, schottisch-gälisch Gearraidh na h-Aibhne, ist eine Ortschaft auf der schottischen Hebrideninsel Lewis and Harris.

## Lage
Garynahine liegt im Westen von Lewis, dem Nordteil der Doppelinsel Lewis and Harris, am Loch Kinhoulavig, einer Nebenbucht des Loch Roag. Die nächstgelegenen Ortschaften sind das 2,5 Kilometer nordwestlich gelegene Callanish und der drei Kilometer westlich gelegene Weiler Linshader. Stornoway, der Hauptort der Insel, befindet sich 19 Kilometer östlich. Dort beginnt auch die durch Garynahine führende A858, die bis Barvas die Ortschaften entlang der Nordwestküste von Lewis an das Straßennetz anschließt.

## Geschichte
Die Umgebung weist frühe Besiedlungsspuren auf. Insbesondere ist hier die steinzeitliche Megalithanlage von Callanish hervorzuheben, die zu den bedeutendsten des Vereinigten Königreichs zählt. In Garynahine selbst befindet sich eine Steinsetzung, die stein- oder bronzezeitlich sein könnte. Auf Hügeln südlich der Ortschaft finden sich Stehende Steine, bei denen es sich auch um Reste größerer Setzungen handeln könnte.
Es ist unklar, wann die Siedlung gegründet wurde. Dokumente der Earls of Seaforth, die über Lewis herrschten, weisen zwischen 1752 und 1798 keine Erwähnung einer Ortschaft am Standort auf. Auf der 1848 erhobenen Karte der Ordnance Survey sind hingegen sechs Gebäude verzeichnet. Zur Errichtung eines Jagdsitzes (siehe Garynahine Lodge) wurde die Ortschaft 1852 geräumt. Sie entstand also entweder zwischen 1798 und 1848 oder war bereits vor 1752 aufgelassen worden. Die heutige Ortschaft wurde 1935 gegründet.